# Omarmoskén (Jerusalem)
Omarmoskén i Jerusalem ligger bredvid Den heliga gravens kyrka i den gamla staden. Den byggdes av sultan Saladin 1193 till åminnelse av muslimernas erövring av Jerusalem 637 och att kalif Omar ibn al-Khattab då förrättade bön på denna plats.
Omar utfärdade ett dekret tillsammans med den kristne patriarken Sophronius att kristendomens utövare och heliga platser i staden skulle skyddas under det muslimska styret. Muslimen Omar avböjde att be i de kristna kyrkorna för att hans muslimska efterlevande inte skulle göra om kyrkorna till moskéer. När han kom till Den heliga gravens kyrka bad han i stället utanför denna, där en moské senare byggdes som kallades Omars moské.